# Azurkronad manakin
Azurkronad manakin (Lepidothrix coeruleocapilla) är en fågel i familjen manakiner inom ordningen tättingar.

## Utbredning och systematik
Fågeln förekommer på Andernas östsluttningi södra Peru (södra Huánuco till Puno). Den behandlas som monotypisk, det vill säga att den inte delas in i några underarter.

## Status
IUCN kategoriserar arten som livskraftig.